# Mausolée Sidi Mahrez
Le mausolée Sidi Mahrez est une zaouïa tunisienne située à Tunis. Entouré de souks, le monument est situé sur la rue Sidi Mahrez, dans le quartier de Bab Souika, au nord de la médina de Tunis,.

## Histoire
La zaouïa abrite la sépulture de Mahrez Ibn Khalaf (mort en 1022), pieux personnage considéré comme le saint patron de la médina de Tunis voire de la ville entière. Connu par sa grande piété et sa générosité, il consacra sa vie à l'enseignement du Coran ainsi qu'à la défense du rite malikite auquel il appartient ; on lui attribue également la protection de la population juive de Tunis et le fait de lui avoir permis de s'installer dans un quartier intra-muros de la médina,. L'édifice que l'on peut voir de nos jours résulte essentiellement des travaux d'agrandissement et d'embellissement effectués par les souverains husseinites Hussein Ier Bey (XVIIIe siècle) et surtout Sadok Bey (XIXe siècle). Il est par la suite restauré au cours des années 1990.

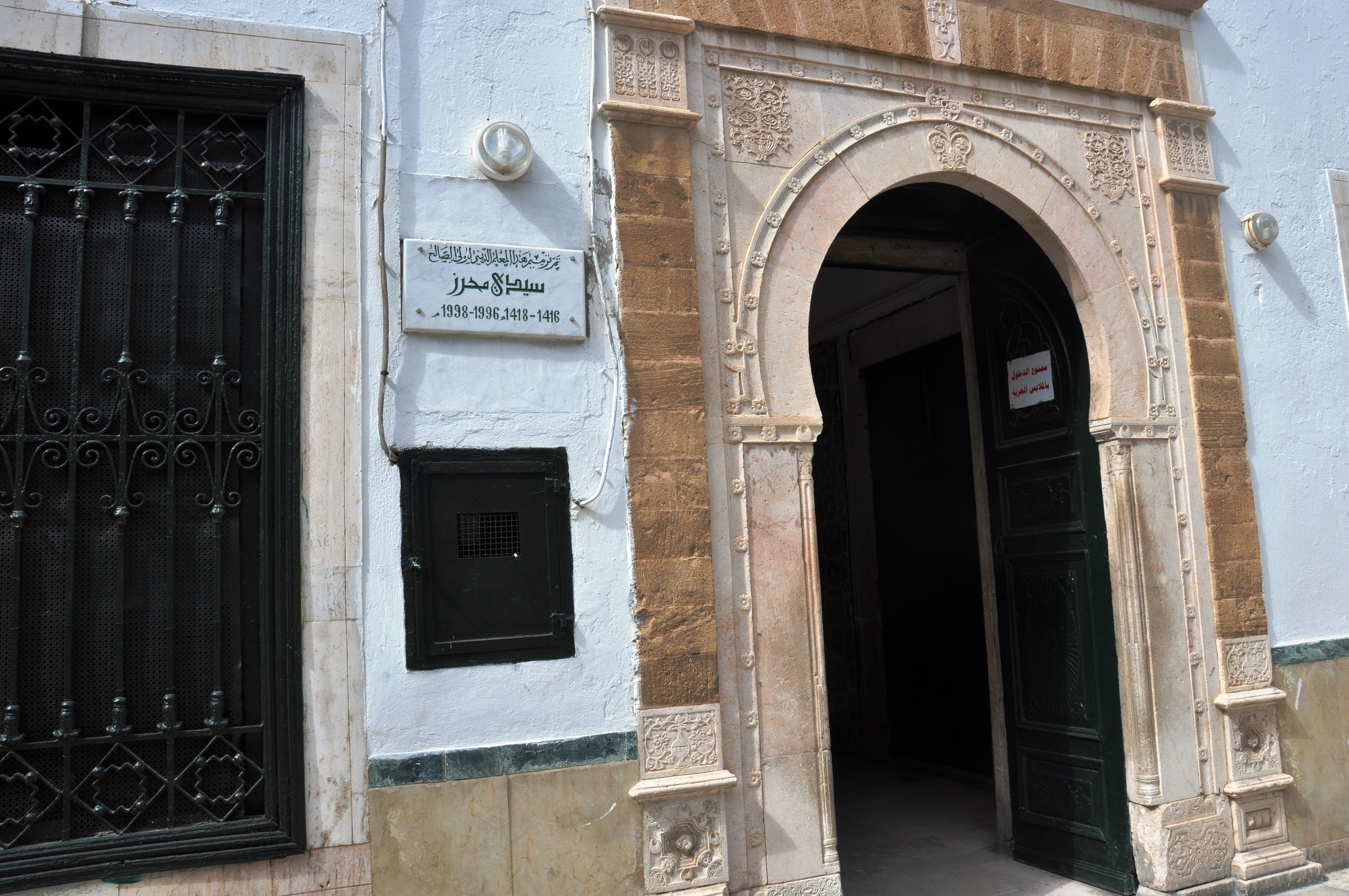
Entrée de la zaouïa.
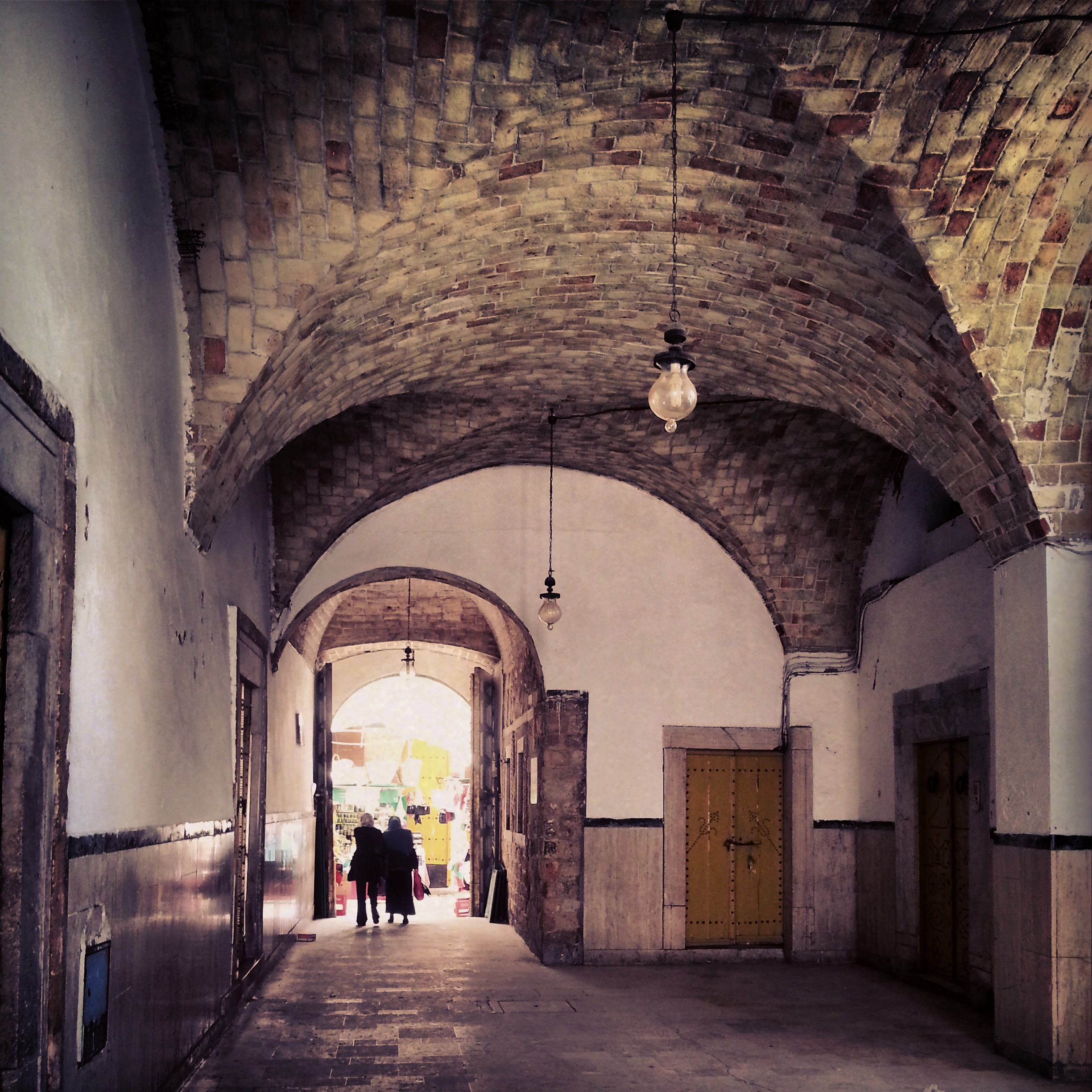
Couloir d'entrée.
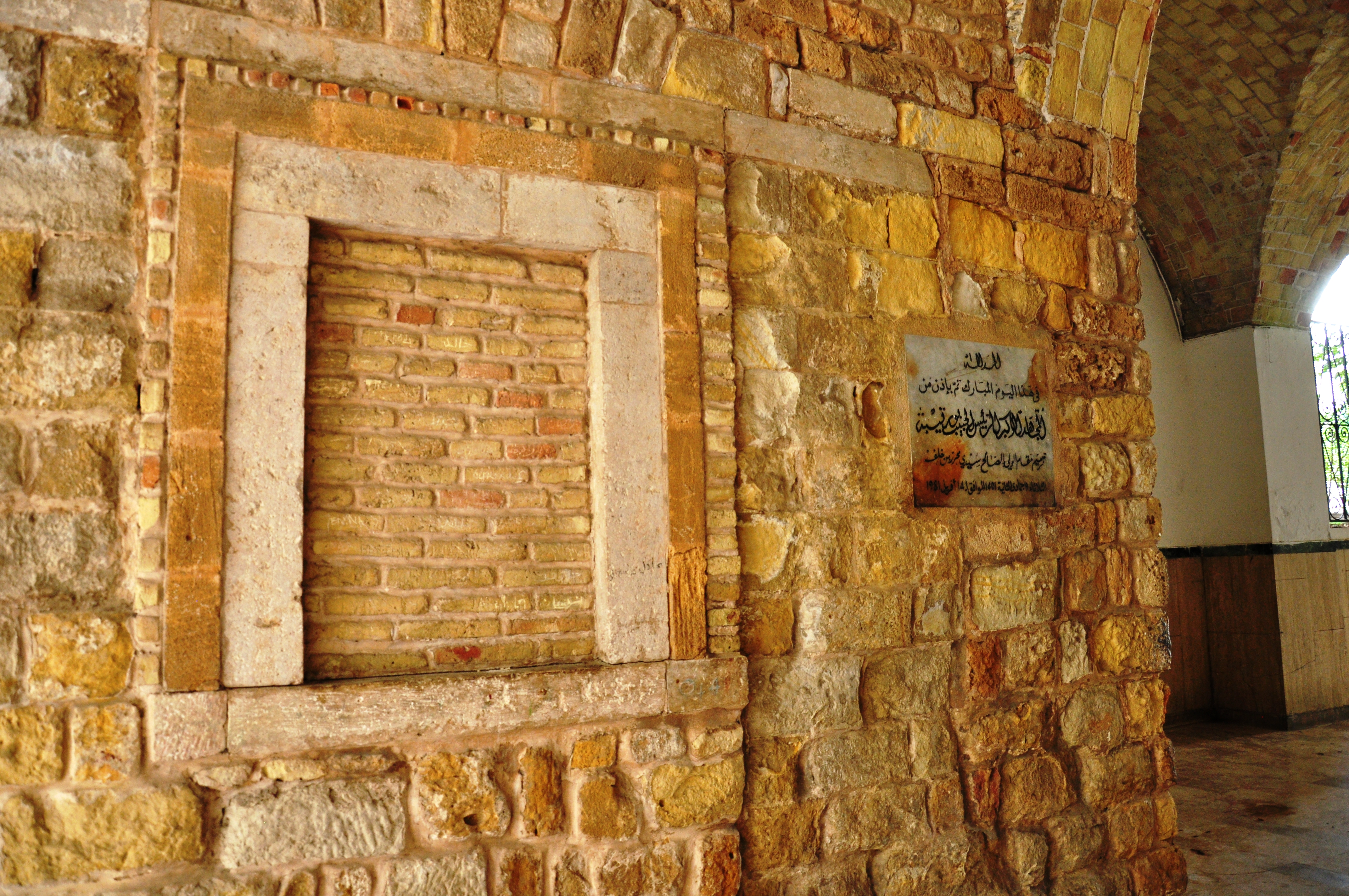
Vue des murs du couloir.
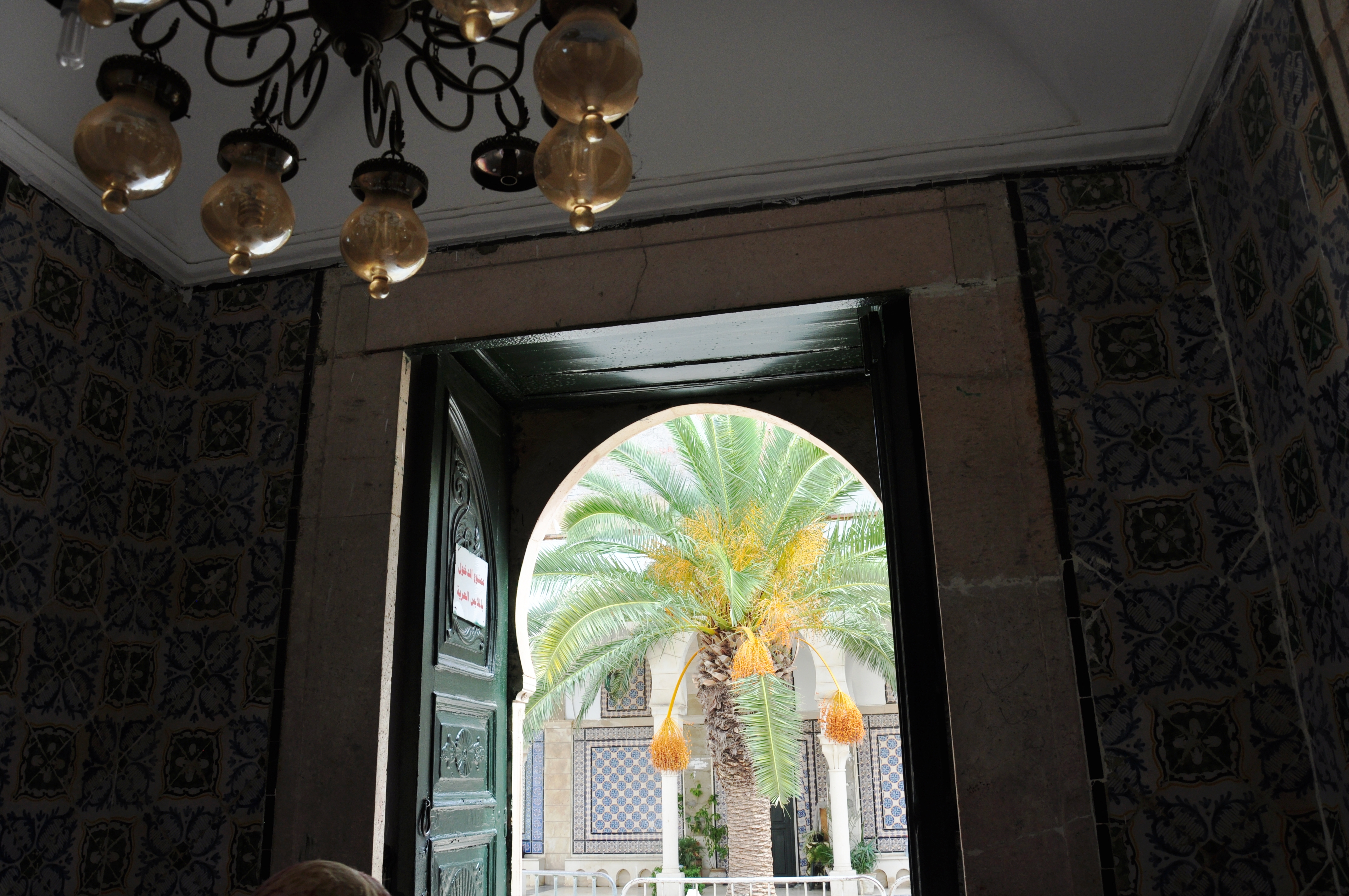
Sortie de la zaouïa.

## Description

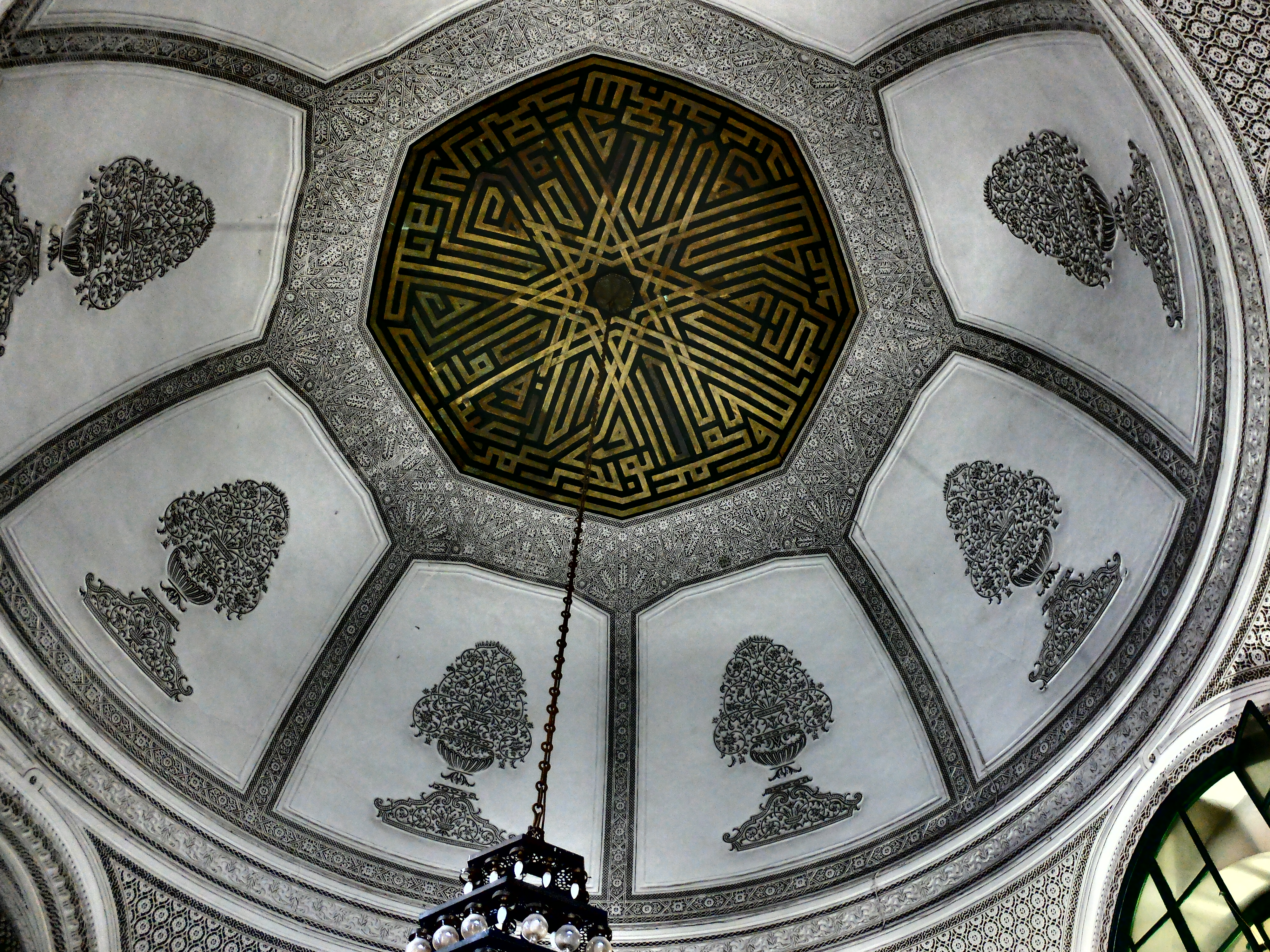
Coupole de la salle qui précède la chambre funéraire.

L'accès au monument se fait par un portail constitué d'un arc en plein cintre surbaissé reposant sur deux piédroits. Cette entrée ouvre sur un vestibule couvert en voûte d'arêtes qui comporte des portes encadrées de plaques en grès desservant cinq pièces destinées aux visiteurs. Le vestibule mène à une salle, formant un espace intermédiaire surmonté d'une imposante coupole, qui précède la chambre funéraire. 
Cette dernière, qui renferme le tombeau du saint, est la plus vaste de l'édifice ; elle est couverte d'une coupole ovoïde ornée de stucs. Les murs de la salle, tapissés de céramiques, sont surmontés d'un riche décor en plâtre sculpté divisé en panneaux ayant la forme de mihrab et ornés de motifs géométriques et floraux. La zaouïa comporte également une salle d'ablution précédée d'une cour. La skifa de Sidi Mahrez a servi de refuge aux pauvres pendant des siècles. Les puits miraculeux continuent d'abreuver les visiteurs, les vierges à l'approche de leurs noces et les garçons le jour de leur circoncision.
Le mausolée Sidi Mahrez constitue, avec la mosquée du même nom située à proximité, un bel exemple de l'architecture de style ottoman à Tunis.

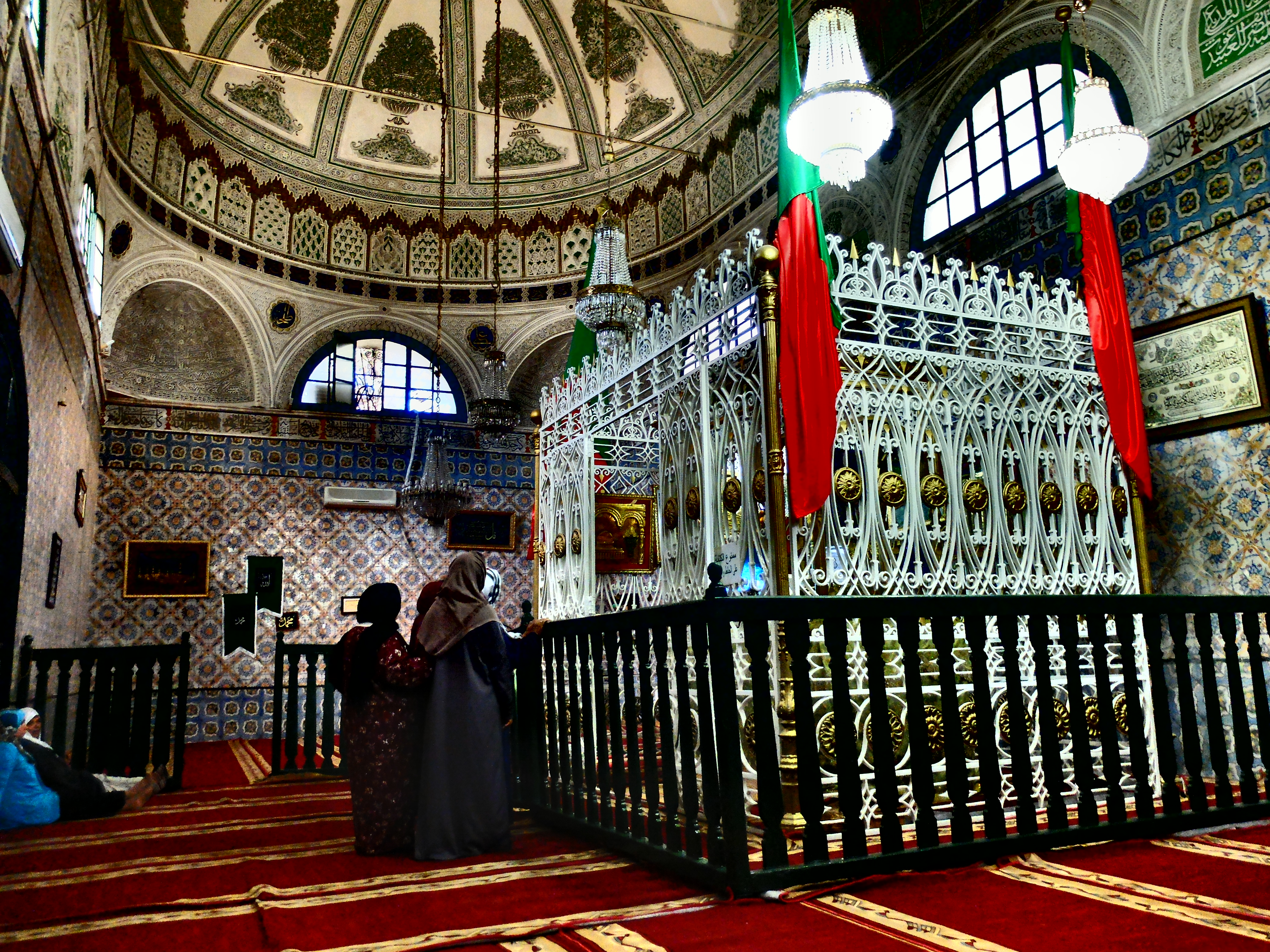
Salle principale.
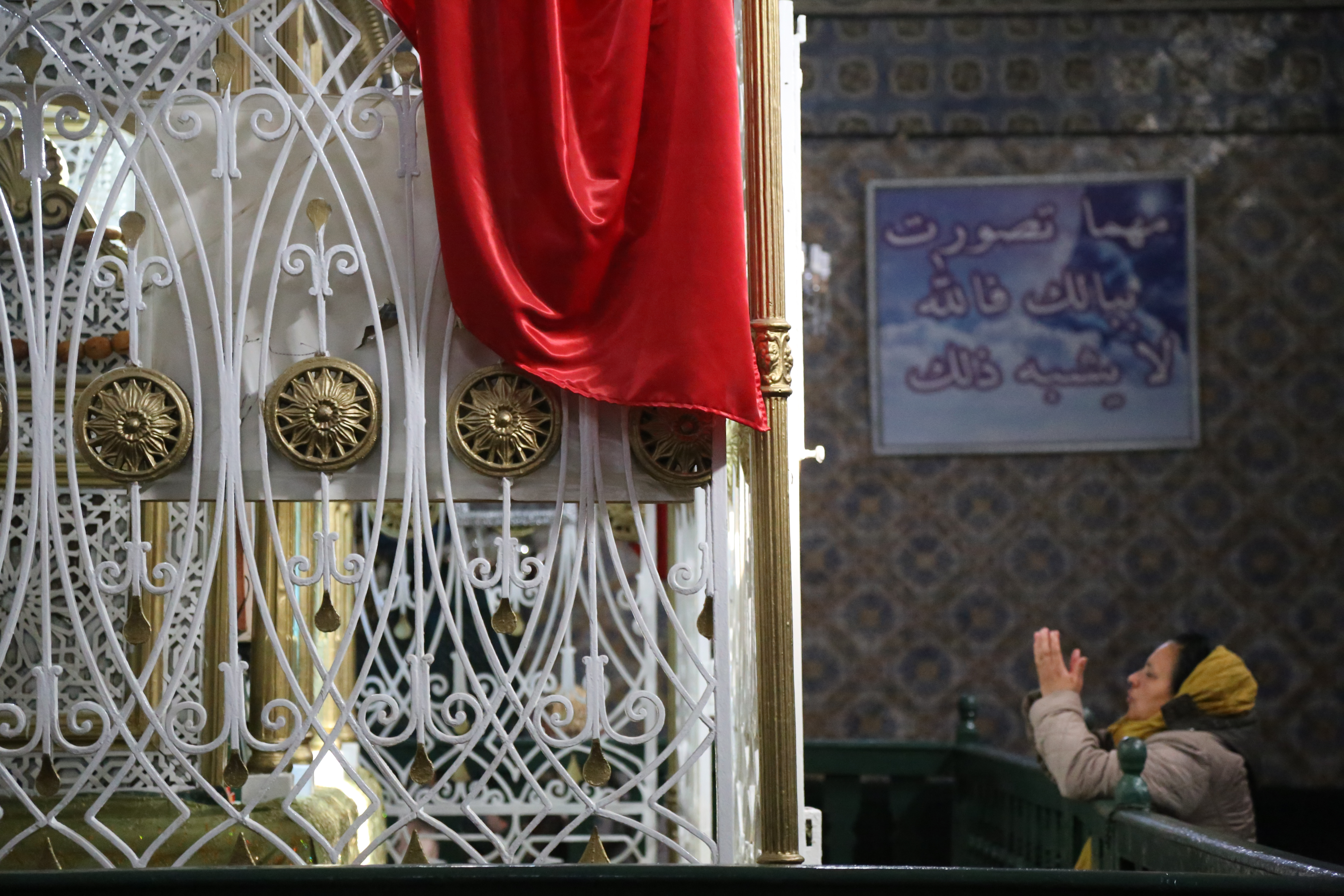
Femme en pleine prière.
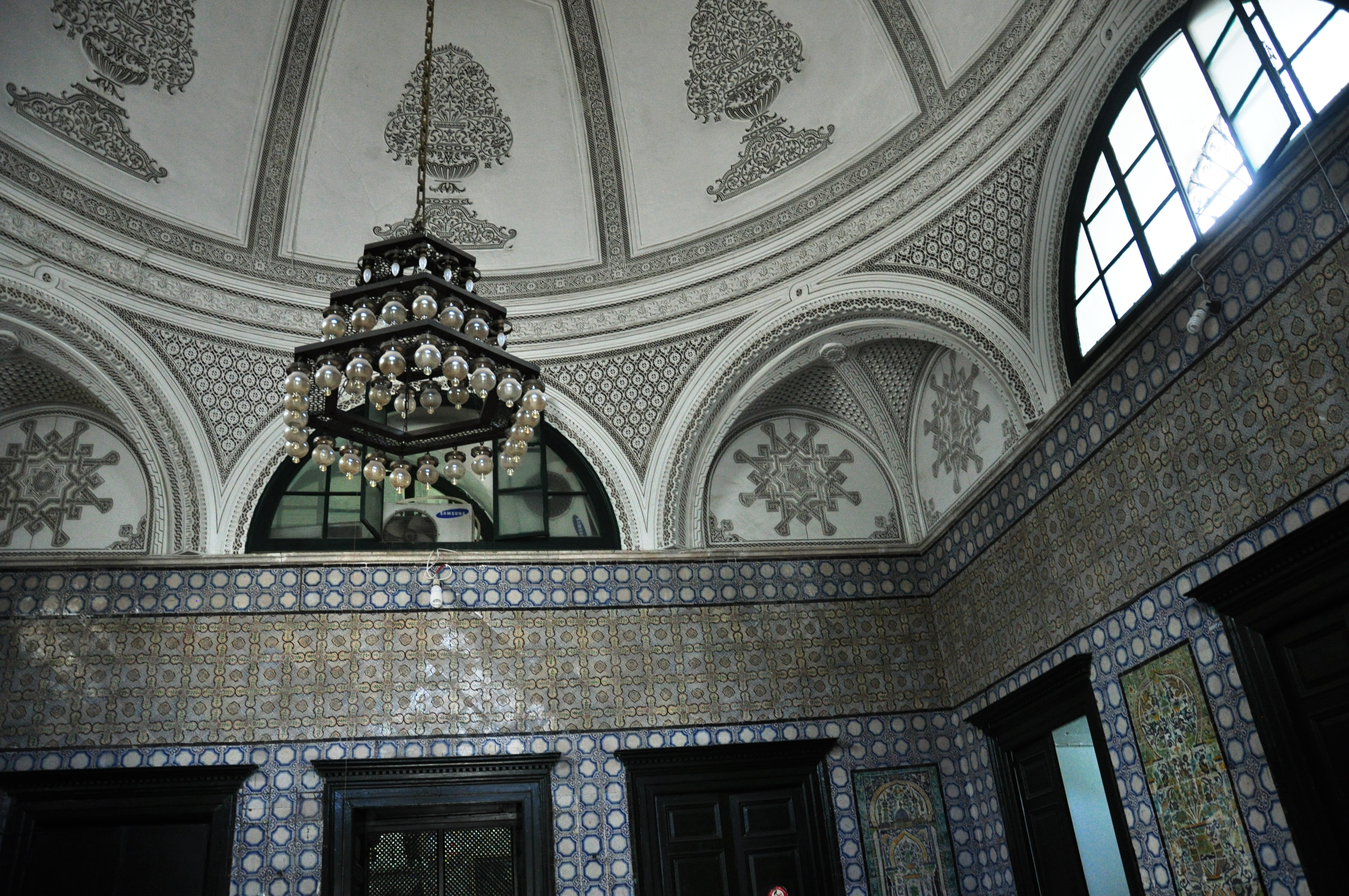
Vue des arabesques.
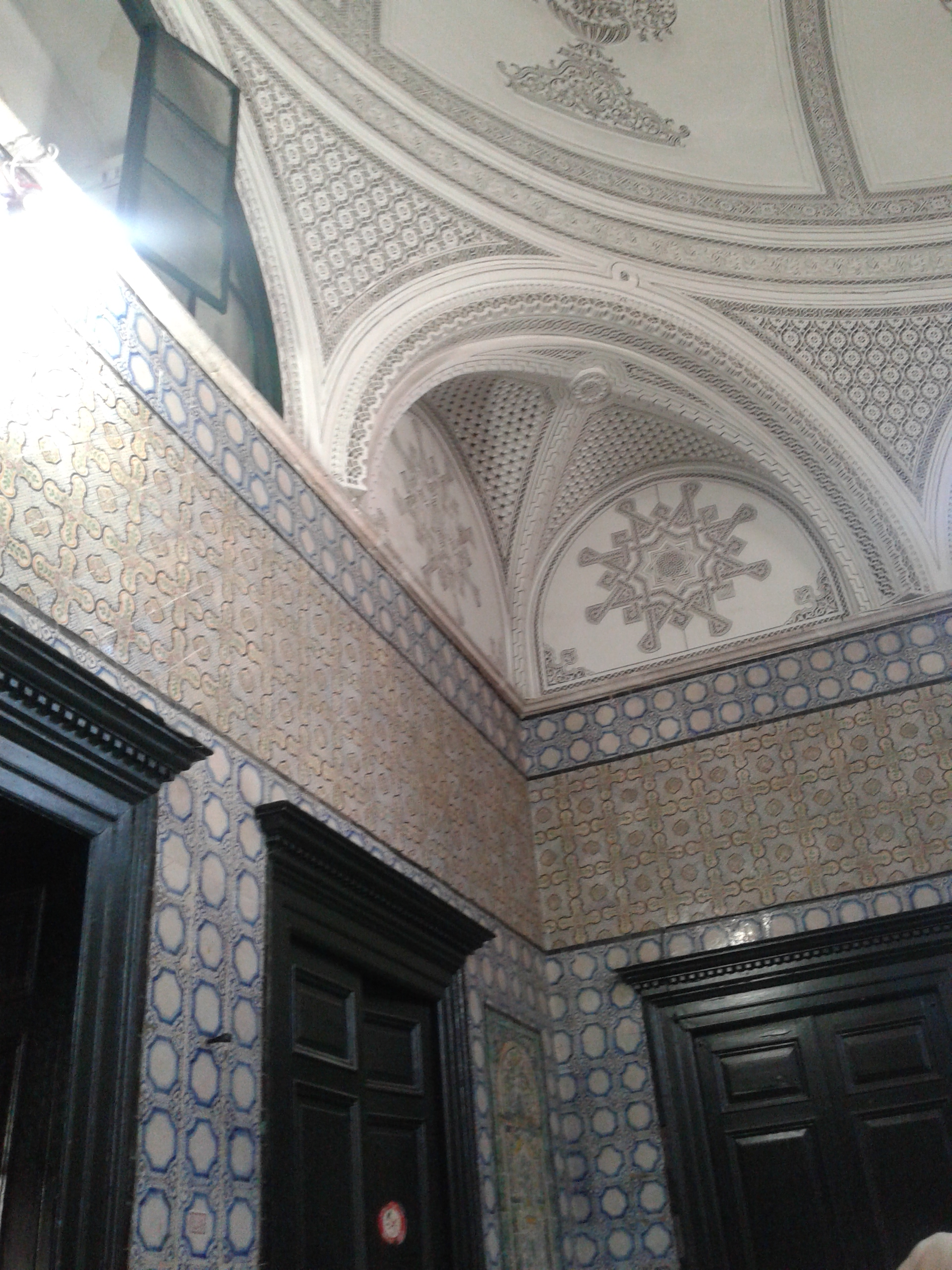
Détails de la décoration.